# Васіле-Александрі (Галац)
Васіле-Александрі (рум. Vasile Alecsandri) — село у повіті Галац в Румунії. Входить до складу комуни Браніштя.
Село розташоване на відстані 174 км на північний схід від Бухареста, 18 км на захід від Галаца.

## Населення
За даними перепису населення 2002 року у селі проживала 961 особа, з них 960 осіб (99,9%) румунів. Усі жителі села рідною мовою назвали румунську.